# Conus mucronatus
Conus mucronatus е вид охлюв от семейство Conidae. Видът не е застрашен от изчезване.

## Разпространение и местообитание
Разпространен е в Австралия (Куинсланд), Вануату, Папуа Нова Гвинея, Соломонови острови и Филипини.
Обитава пясъчните дъна на морета. Среща се на дълбочина от 48 до 68,5 m, при температура на водата около 27,1 °C и соленост 34,3 ‰.